# Gro Kvinlog
Gro Kvinlog (Gjøvik, 8 giugno 1976) è un'ex sciatrice alpina e sciatrice freestyle norvegese.
Nell'ultima stagione della sua carriera (2009-2010) gareggiò come Gro Kvinlog Genlid.

## Biografia
La Kvinlog, originaria di Hemsedal, iniziò la sua carriera nello sci alpino debuttando in campo internazionale in occasione dei Mondiali juniores di Monte Campione/Colere 1993; in Coppa del Mondo esordì il 4 dicembre dello stesso anno a Tignes in discesa libera (58ª) e ottenne i migliori piazzamenti nel 1994 in slalom gigante, il 26 novembre a Park City e il 4 dicembre a Vail (7ª). Ai Mondiali di Sierra Nevada 1996, sua unica presenza iridata nello sci alpino, si classificò 28ª nel supergigante e non completò lo slalom gigante.
Prese per l'ultima volta il via in Coppa del Mondo il 20 gennaio 2001 a Cortina d'Ampezzo in supergigante (36ª) e dalla stagione 2004-2005 si dedicò prevalentemente al freestyle, specialità ski cross, anche se continuò a prendere parte a competizioni minori di sci alpino (gare FIS e universitarie) fino al novembre del 2009. Esordì nella disciplina in occasione dei Mondiali di Ruka 2005, piazzandosi al 7º posto; in Coppa del Mondo debuttò il 2 febbraio 2008 a Deer Valley (11ª) e conquistò l'unico podio il 9 marzo successivo a Meiringen/Hasliberg (3ª). Ai Mondiali di Iwanashiro 2009, sua ultima presenza iridata nel freestyle, fu 12ª; prese per l'ultima volta il via in Coppa del Mondo il 24 gennaio 2010 a Lake Placid (6ª) e si ritirò durante quella stessa stagione 2009-2010: la sua ultima gara fu quella dei XXI Giochi olimpici invernali di Vancouver 2010, sua unica presenza olimpica, dove si classificò al 27º posto.

## Palmarès

### Sci alpino

#### Coppa del Mondo
- Miglior piazzamento in classifica generale: 39ª nel 1995

#### Campionati norvegesi
- 5 medaglie (dati dalla stagione 1993-1994):
  - 1 argento (supergigante[senza fonte] nel 1994)
  - 4 bronzi (slalom gigante nel 1997; slalom gigante nel 1998; slalom gigante nel 1999; discesa libera nel 2000)

### Freestyle

#### Coppa del Mondo
- Miglior piazzamento in classifica generale: 53ª nel 2010
- Miglior piazzamento nella classifica di ski cross: 15ª nel 2008
- 1 podio:
  - 1 terzo posto